# Rieter
Rieter — швейцарский производитель текстильного оборудования. Штаб-квартира находится в Винтертуре (кантон Цюрих). Крупнейшими акционерами являются швейцарский бизнесмен и политик Петер Шпухлер (ему принадлежит 26 % акций компании) и миллиардер Мартин Хэфнер (7,4 %).

## История
Компанию основал в 1795 году Йохан Якоб Ритер (Johann Jacob Rieter). Первоначально компания занималась торговлей специями и хлопком. Из-за перебоев с поставками хлопковой пряжи из Англии в начале XIX века Ритер приобрёл английское текстильное оборудование и начал собственное производство пряжи; первая прядильная фабрика начала работу в 1812 году в Винтертуре. Самая большая прядильная фабрика была построена в 1825 году в Нидертессе, она включала мастерскую по ремонту оборудования. К 1835 году было налажено производство собственного текстильного оборудования, вскоре производство пряжи отошло для компании на второй план.
Во второй половине XIX века Rieter стала многопрофильным промышленным конгломератом, кроме текстильного оборудования выпуская турбины, генераторы, локомотивы, трамваи и винтовки, участвовала в строительстве мостов и электростанций. В 1914 году было решено сосредоточится на производстве текстильного оборудования, которое оставалось самой прибыльной категорией продукции. В 1931 году компания разработала первое в мире оборудование для производства нитей из синтетических волокон.
С конца 1940-х годов компания начала расширять географию деятельности: в 1948 году была куплена итальянская компания Famatex, в 1951 году был создан филиал в США, в 1962 году Rieter лицензировала производство своего оборудования в Индии. В 1982 году была куплена британская компания Ernest Scragg & Sons. В 1984 году был приобретён швейцарский производитель автокомплектующих Unikeller.
С 1985 года компания стала называться Rieter Holding Ltd., её акции начали котироваться на Цюрихской фондовой бирже. В 1987 году был поглощён немецкий конкурент Schubert & Salzer. В 1994 году была куплена британская компания Firth Furnishing, производитель обивочных материалов для автомобилей; вместе с Unikeller она сформировала подразделение автокомплектующих. В 1995 году это подразделение было расширено покупкой американской компании Globe Industries. Во второй половине 1990-х годов были куплены предприятия в Чехии, Италии и Бразилии, создано совместное предприятие в Индии, открыты заводы в Польше, Турции и ЮАР.
В 2011 году подразделение автокомплектующих было выделено в самостоятельную компанию Autoneum.
В 2022 году были куплены три завода в Германии у компании Saurer.

## Деятельность
Основным направлением деятельности компании является производство и продажа текстильного оборудования для производства пряжи из натуральных и синтетических волокон. Также поставляет комплектующие и осуществляет обслуживание и ремонт оборудования. Производственные мощности насчитывают 17 заводов в 10 странах.
Основными рынками сбыта продукции являются Турция (18 % продаж), Индия (13 %), Китай (11 %), Пакистан (7 %), остальная Азия (25 %), Америка (14 %), Африка (5 %), Германия (5 %), остальная Европа (3 %).